# Heidenburg (Kreimbach-Kaulbach)

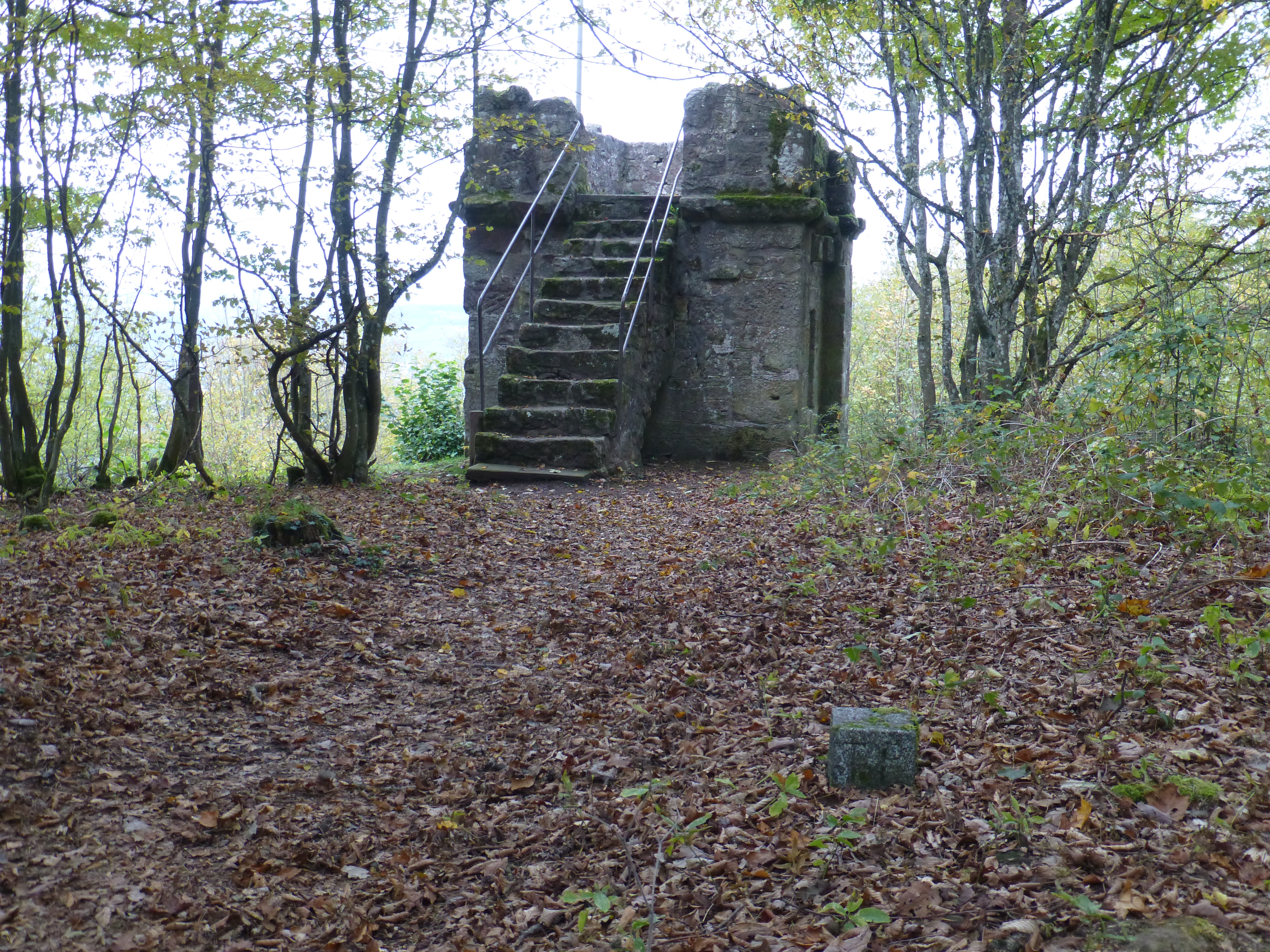
Die Heidenburgwarte mit Gipfelstein des Kreimbergs

Die Heidenburg ist ein ehemaliges römisches Bergkastell. Es liegt in den Heidenburger Waldungen auf dem Gipfel des 392,3 m ü. NHN hohen „Kreimbergs“ über der Ortsgemeinde Kreimbach-Kaulbach an der Lauter im Landkreis Kusel in Rheinland-Pfalz.

## Kastell
Etwa 400 v. Chr. errichteten Kelten eine Fliehburg mit Ringwall und 260 n. Chr. entstand daraus ein römisches Bergkastell als Schutzwall gegen die Alemannen, das nach Keramikfunden eine Nutzung bis ins 5. Jahrhundert annehmen lässt.
Ab 1890 begannen Ausgrabungen, und aus römischen Spolien wurde ein Aussichtsturm, die ca. 4 m hohe Heidenburgwarte errichtet.
Von der ehemaligen Fortifikation sind noch Mauerreste des Ringwalls und der später errichtete Aussichtsturm erhalten.